# Saltarello

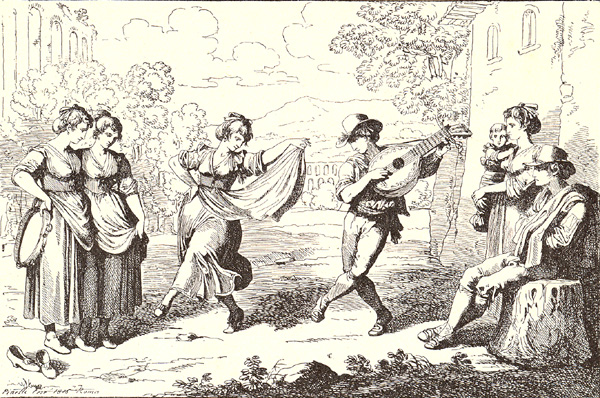
Saltarello. Illustrazione di Bartolomeo Pinelli.

Il saltarello è un ballo di origine italiana, le cui prime fonti risalgono al XIV secolo; è ancora presente nella tradizione popolare delle regioni dell'Italia centrale, in modo particolare dell'Umbria meridionale, del Lazio, delle Marche, dell'Abruzzo ed in parte del Molise (in queste due ultime regioni il ballo viene detto al femminile saltarella).

## Descrizione
Si presenta prevalentemente come danza di coppia, anche se in Emilia, in Romagna e nel Montefeltro è chiamata saltarello una forma di contraddanza a sei persone (tre coppie).
La misura è generalmente di {\displaystyle {\begin{matrix}3\\4\end{matrix}}} o {\displaystyle {\begin{matrix}6\\8\end{matrix}}}, ma, soprattutto in ambito popolare, esistono anche musiche di saltarello in {\displaystyle {\begin{matrix}2\\4\end{matrix}}} e {\displaystyle {\begin{matrix}4\\4\end{matrix}}}

## Storia
Il saltarello dovrebbe discendere direttamente dalla “saltatio”, il ballo più diffuso nella Roma antica, assieme alla danza della "ballicrepa" e al ballo cantato della "corea".
La prima fonte oggi nota di una danza detta "saltarello" è una serie di trascrizioni musicali della metà del XIV secolo, facenti parte di un manoscritto conservato oggi al British Museum di Londra. Antonio Cornazzano nel suo trattato sulle danze di corte Libro dell'arte del dançare (1455 prima ed. - 1465 seconda ed.) parla del saltarello come uno dei quattro movimenti fondamentali delle danze rinascimentali aristocratiche (insieme a bassadanza, quaternaria e piva). Solo tra il XVII e XVIII secolo troviamo anche negli ambienti popolari affermarsi nelle regioni centro-settentrionali una danza che reca il nome di saltarello nelle sue numerose varianti fonetiche dialettali. In realtà non si tratta di un unico modello di danza, ma il saltarello va inteso - al pari di altre grandi famiglie di danza tradizionale italiana come la furlana, la manfrina, la tarantella, il trescone, ecc. - una grande famiglia etnocoreutica che si esprime con numerose varianti locali.
Oltre alla grande quantità di balli popolari più o meno conosciuti, è opportuno sottolineare come il saltarello sia stato ripreso anche nella musica colta, come ad esempio nell'ultimo movimento della Sinfonia op. 90 "Italiana" di Felix Mendelssohn, o nella cantata "Alba romana" di Marco Frisina.
Il saltarello in molte delle suddette aree va estinguendosi nella pratica rituale tradizionale. Negli ultimi decenni un intenso lavoro di documentazione etnografica sta registrando numerosi esempi del ballo (da ricordare gli studi dell'etnocoreologo Giuseppe Michele Gala), tale interessamento ha prodotto anche l'effetto collaterale di rivitalizzazione giovanile di alcuni modelli, con conseguenti trasformazioni e corruzione delle strutture e degli stili coreutici degli anziani.
Ma ancor prima del folk-revival, sin dagli anni '30 del XX secolo numerosi gruppi folkloristici hanno inventato nuove forme coreografate e spettacolari che portano il nome di "saltarello", talvolta molto distanti da balli tradizionali. Interessante in tal proposito la versione del saltarello proposta dal gruppo australiano Dead Can Dance negli anni novanta nella seconda traccia dell'album Aion.